# Hammerslaget
Hammerslaget er en dansk stumfilm fra 1914, der er instrueret af Robert Dinesen efter manuskript af Otto Rung.

## Handling
Denne artikel mangler et handlingsreferat. Hjælp os med at skrive det.

## Medvirkende
- Nicolai Johannsen - John Bennett
- Betty Nansen - Jane Bernard
- Svend Aggerholm - Advokat Lechamps
- Oluf Billesborg
- Paula Ruff
- Christian Lange
- Ingeborg Jensen
- Agnes Andersen